# Cándida rosa
La Cándida Rosa es un lugar del Paraíso, la tercera parte del poema La Divina Comedia del poeta florentino Dante Alighieri. 

## Características
La Cándida Rosa recuerda a un anfiteatro con sus lugares dispuestos en forma de rosa, donde se encuentran las cándidas almas del Paraíso. Compuestas de luz, símbolo de la beatitud divina, es incluso difícil reconocer sus rasgos. Están dispuestas en dos grupos, las que creen en el Cristo Venturo y las que creen en el Cristo Venido.